# Association des musulmans d'Alsace
Pour les articles homonymes, voir AMAL.
L’Association des musulmans d’Alsace (AMAL) est une association créée en 1973 à Mulhouse dans le sud de l'Alsace.
Depuis les années 1990, à la suite d'une extension de la population musulmane de la région, l'association prend de l'ampleur. En 2019, la commune de Mulhouse inaugure un nouveau centre culturel islamique pour répondre à cette demande.
L'association a subi plusieurs controverses, elle est notamment soupçonnée de liens avec les Frères musulmans et de financement par le Qatar. Elle est en effet membre fondatrice de l'UOIF (Union des organisations islamiques de France) en 1983.

## Contexte géographique et historique
En 2013, on recensait à Mulhouse entre 7 % et 25 % de musulmans dans la population mulhousienne. Cette présence musulmane dans la ville et la région date de bien avant les vagues d’immigration des années 1970. De nombreux soldats d'origine maghrébine ont combattu et sont morts en Alsace lors de la guerre franco-allemande de 1870 ainsi que lors des deux guerres mondiales, contribuant ainsi à la libération de l’Alsace et de la France. La présence des tombeaux de ces soldats musulmans en Alsace est le témoin de cette participation.
Après la Seconde Guerre mondiale, la ville de Mulhouse décide d’entamer un projet de reconstruction urbaine. La municipalité entreprend la construction d’un nombre important de logements entre les années 1950 et 1970, ceci afin d’accueillir les nouveaux habitants de Mulhouse arrivés pour combler le vide de main-d’œuvre dans l'industrie. La plupart de ces nouveaux venus étaient originaires d'Afrique du Nord.
Sur le plan religieux, les musulmans installés en Alsace s’organisent très tôt. En 1971, avec le soutien des responsables de la paroisse Jeanne-d'Arc, ils ouvrent la première salle de prière leur permettant de pratiquer le culte, dans les locaux même de l'église catholique. Quelques années plus tard, grâce à l'initiative et l'action de jeunes médecins étrangers de confession musulmane, va naître à Mulhouse la première mosquée, rue Neppert, portée par l'Association des musulmans d'Alsace (AMAL). Il y aujourd'hui une dizaine de mosquées à Mulhouse (An Nasr, As Salam, Qoba, Clémence, Ditib, Milli Gorus, …)

## Histoire

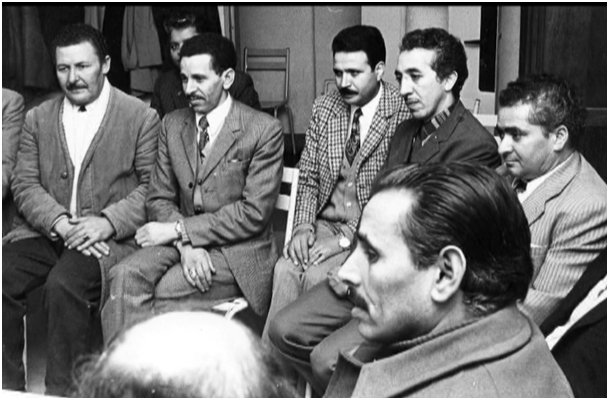
Des membres fondateurs de l'association (1973).

### Débuts
L’Association des musulmans d’Alsace est fondée en 1973 à Mulhouse par des hommes et des femmes ayant le souhait de mettre à disposition des musulmans un lieu de culte, mais également un lieu de transmission et d’éducation.
La paroisse Sainte-Jeanne-d’Arc met à disposition de l’association AMAL un local afin que les musulmans de la ville puissent pratiquer leur religion. Jusqu’en 1979, le culte et les activités (cours de langue arabe, cercles éducatifs, conférences…) se faisaient à l’intérieur de la paroisse. En 1979, l’association AMAL rachète un ancien entrepôt de 800 m2 qu’elle réaménage en mosquée, répondant ainsi aux nouveaux besoins des fidèles. Cette première mosquée à Mulhouse se situe au no 41 de la rue Neppert. Les locaux se composent principalement d’une salle de prière sur deux niveaux (capacité d’accueil de 1000 fidèles), trois salles de classe, une librairie et une boucherie.

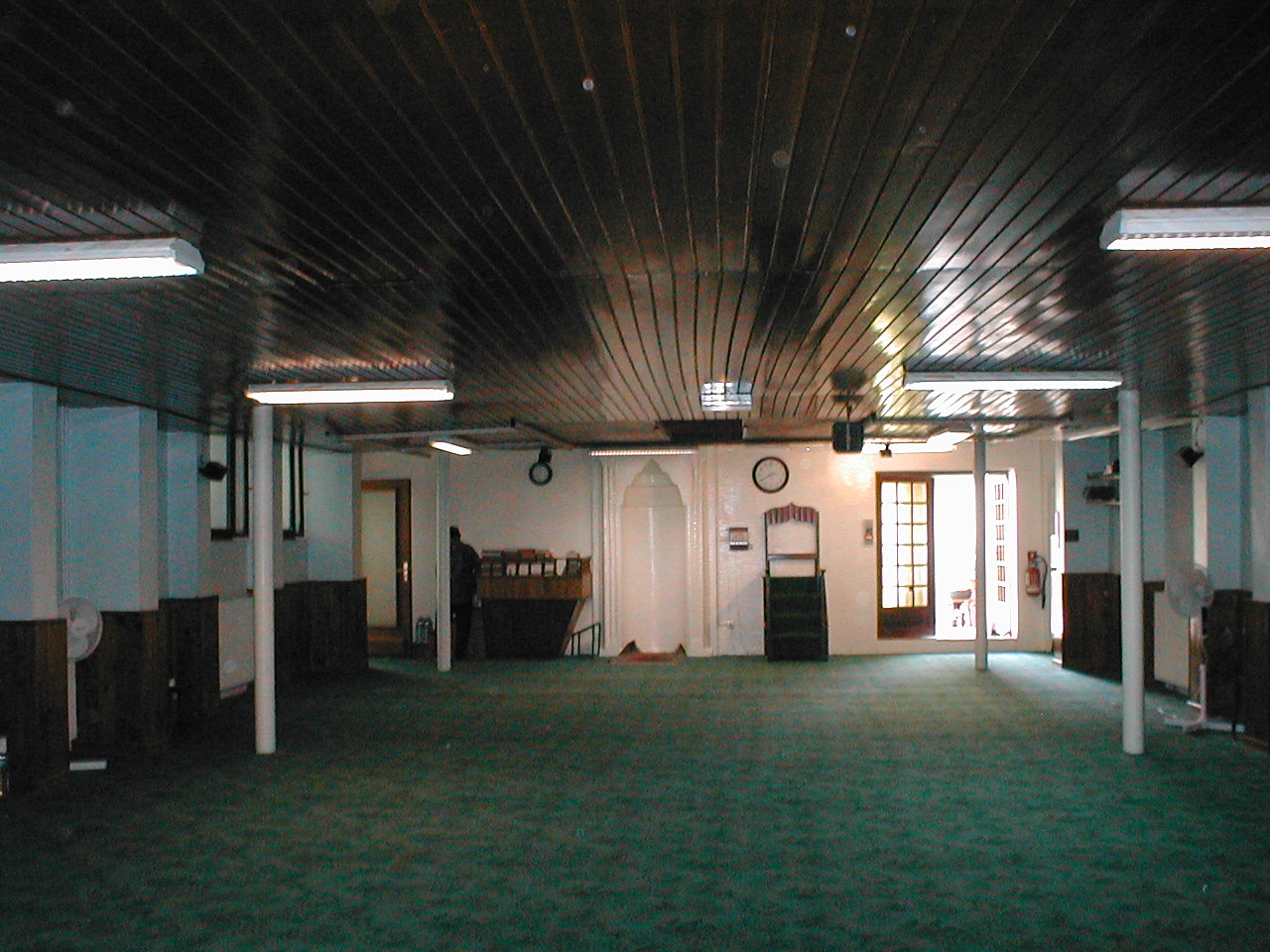
Local transformé en mosquée, rue Neppert.

### Ascension
À la fin des années 1990, avec une croissance accrue de la pratique chez les jeunes et une hausse de la population musulmane, les locaux de l’association ne répondent plus aux besoins de la communauté, de par leur configuration et leur superficie. Les responsables de l’association, soutenus par l’ensemble des fidèles et les autorités locales, décident d'acquérir une mosquée de taille supérieure et intégrant un centre culturel.
Au début des années 2010, la mairie décide d'ouvrir le régime juridique particulier dont jouit l'Alsace-Morelle pour les cultes aux musulmans. Grâce à ce régime juridique, le culte musulman peut obtenir des financements publics dans la région. Dans ce cadre, la mairie votera une subvention de 235 000 euros en faveur de l'Association des Musulmans d'Alsace, qui servira notamment au financement du centre Annour de Mulhouse,. Certaines critiques, y compris des Mulhousiens opposés à ce projet, taxeront cette démarche de calcul électoraliste de la part de la mairie de Mulhouse,.

### Projet Centre Annour
Le centre An-Nour est un centre cultuel et culturel, situé rue d’Illzach à Mulhouse, construit entre mars 2010 et 2019. À la suite d'un projet de réhabilitation urbaine mené par la ville de Mulhouse, les locaux actuels de l’AMAL sont condamnés à être démolis. Parallèlement, pour faire face à une communauté musulmane grandissante et à ses nouvelles aspirations, l’association a dû envisager de nouvelles structures. C’est ainsi qu'est né le projet du centre cultuel et culturel An-nour. Il s'agit d'un complexe ouvert aux échanges interculturels et interreligieux, à l’enseignement, mais aussi aux commerces. Il se déploie sur quatre niveaux d’une surface utile de 11 000 m2. C'est un projet classé BBC, et les superviseurs de projet se concentraient sur la construction d’un cadre harmonieux, l’utilisation de matériaux naturels qui respectent l’environnement.
La création de ce projet a cependant donné lieu à certaines objections, notamment de la part de Mulhousiens de confession musulmane qui ont pointé du doigt un projet au budget trop coûteux, mal géré financièrement, et mal adapté aux besoins de la communauté musulmane de la région,. Dans leur livre Qatar Papers, les journalistes Christian Chesnot et Georges Malbrunot révèlent que la construction de la salle de prière du centre Annour a été construite avec du marbre et que le budget initial du projet a augmenté de plusieurs millions d'euros depuis le début des travaux. Les musulmans de la région ont par ailleurs également critiqué le financement par la mairie socialiste à hauteur de 230 000 euros d'un projet au coût considérable et alliant lieu de culte et espace commercial,. Le centre a été inauguré en mai 2019.

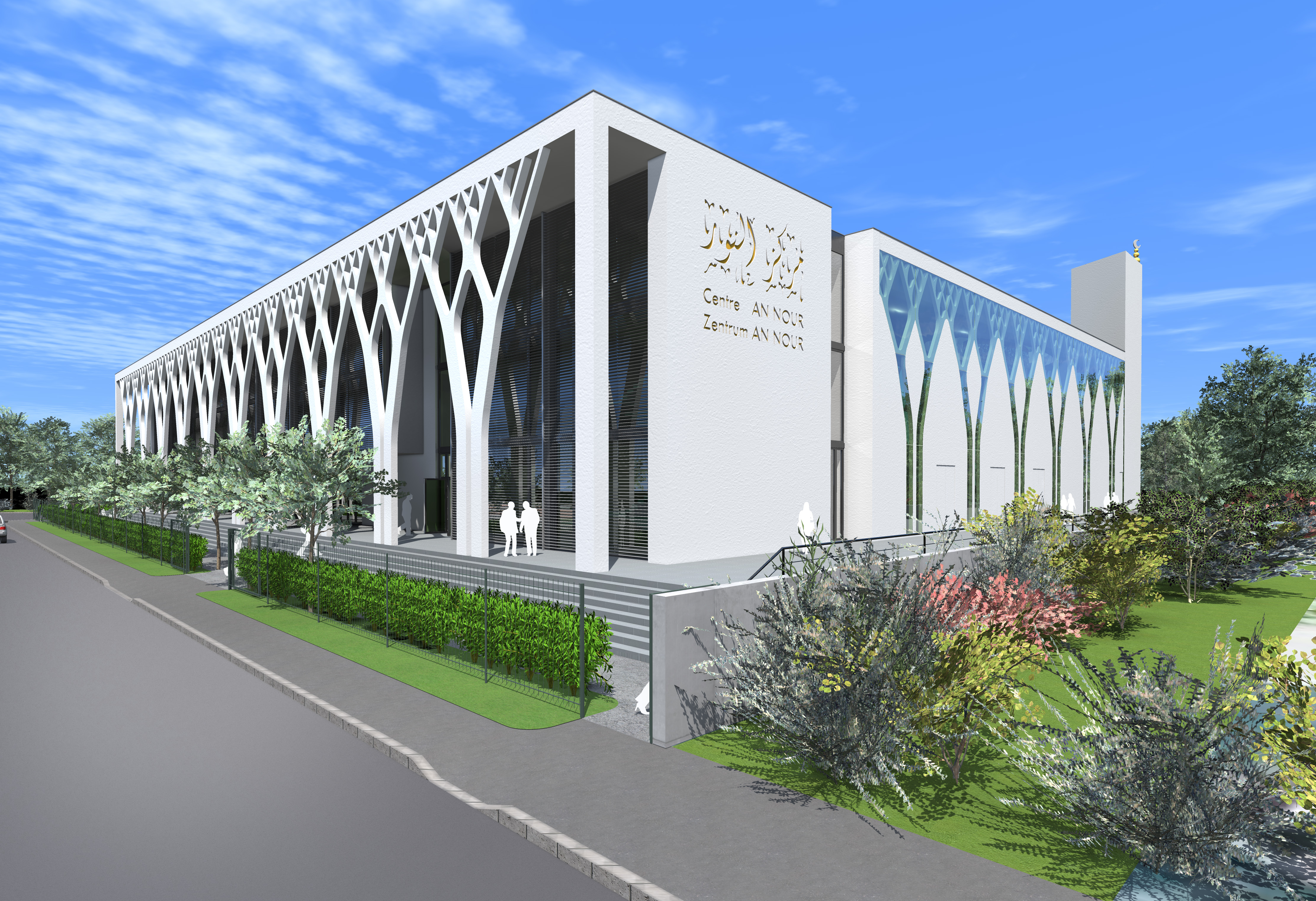
Centre Annour côté rue.
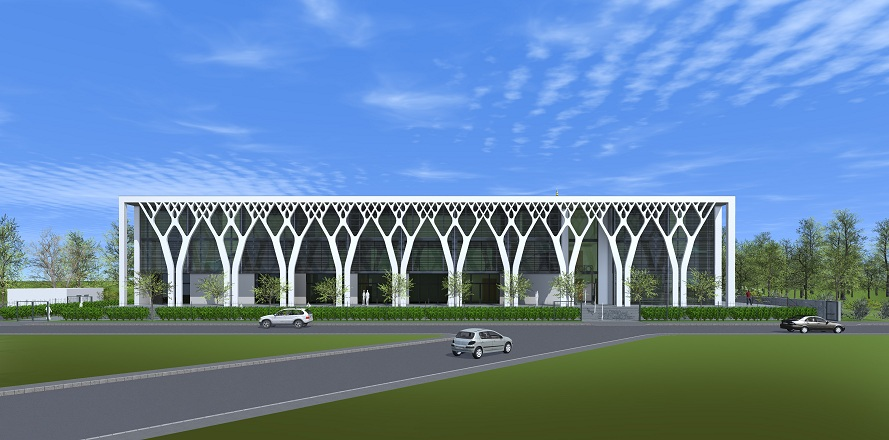
Façade.
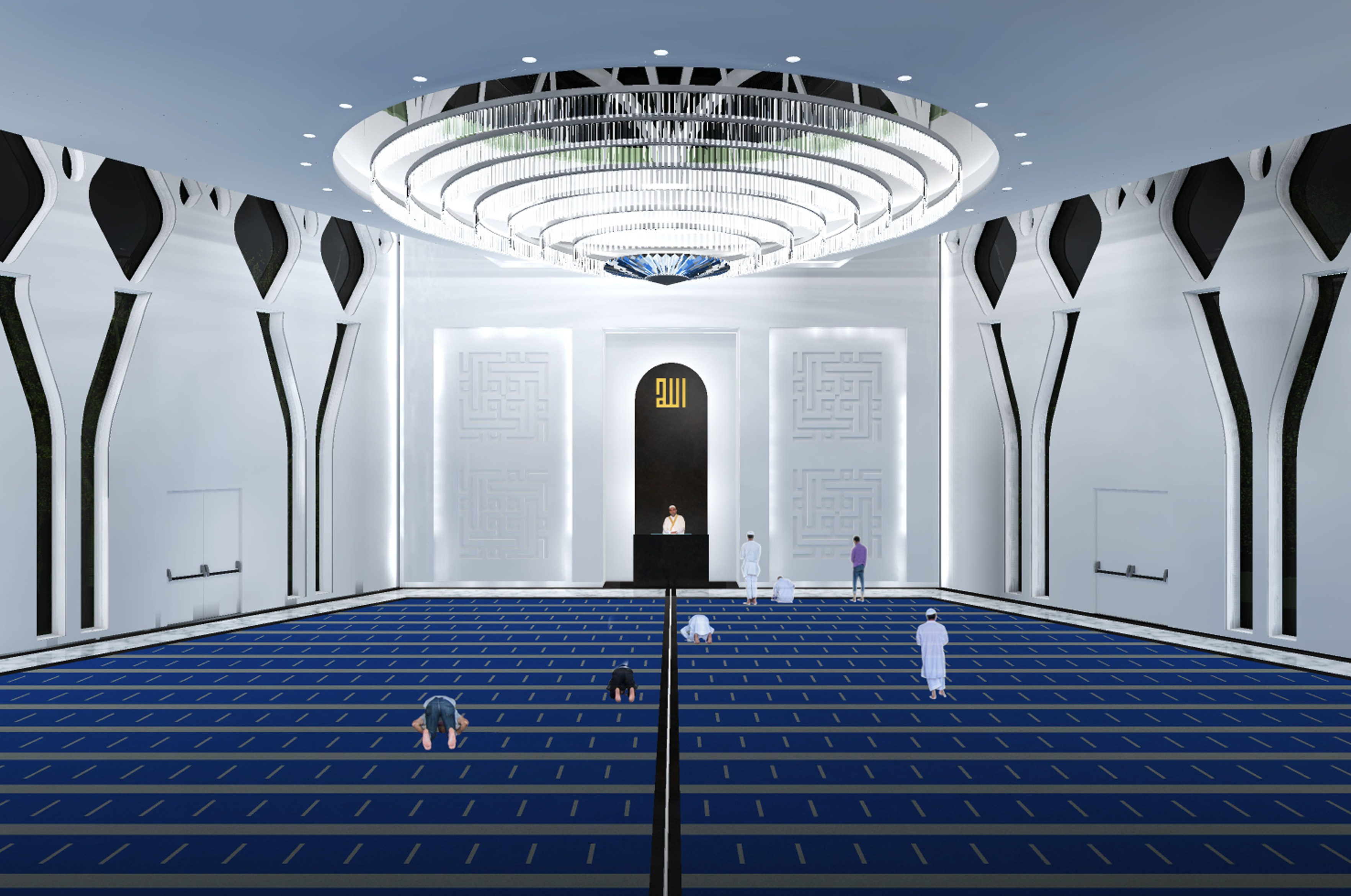
Salle de prière.
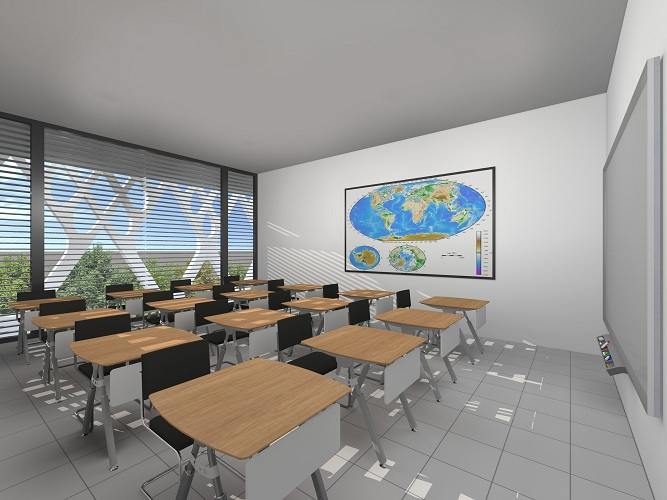
Salle de classe.
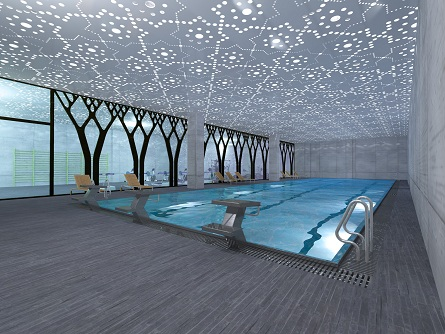
Piscine.

## Activités
L’association gère un lieu de culte où est effectué les cinq prières quotidiennes et la prière du vendredi. Chaque année elle organise le voyage du Hajj (pèlerinage) et de la Oumra. Le mois de Ramadan est un moment fort dans la vie de la mosquée, où de nombreuses activités sont proposées. L’institut de langue arabe accueille chaque année environ 300 élèves âgés de 6 à 16 ans.
L’institut du Coran travaille sur la mémorisation du Coran en accordant une attention particulière aux règles de psalmodie (tajwid). L’institut accueille 120 élèves âgés de 6 à 15 ans.
L’association propose des cercles éducatifs hebdomadaires en langue française et arabe. Ces cercles, animés par l’imam de la mosquée, sont mis en place tout au long de l’année et traitent de sujets variés sur l’Islam et la société. Les séminaires de formation viennent en complément et apportent des connaissances plus pointues. Des conférences, à la mosquée ou à l’extérieur, sont proposées au grand public.
L’association est engagée de façon active dans le dialogue interreligieux par l’intermédiaire du Groupe d’amitié islamo-chrétien (GAIC). Depuis quelques années déjà, en collaboration avec les différentes sensibilités religieuses de la ville de Mulhouse, AMAL participe à la publication du calendrier interreligieux. Ce projet, soutenu par la municipalité, est distribué dans les écoles et collèges de l’agglomération.

## Polémiques

### Liens avec les Frères Musulmans
L'Association des Musulmans d'Alsace est membre de l'organisation Musulmans de France, anciennement appelée Union des Organisations Islamique en France. Selon le journal français Libération, Musulmans de France est la branche française des Frères Musulmans, une confrérie semi-secrète fondée par Hassan al-Banna, grand-père de Hani Ramadan et de Tariq Ramadan.

### Hanane Aboulhana
Les journalistes Georges Malbrunot et Christian Chesnot ont révélé qu'Hanane Aboulhana a été salariée de l’AMAL à Mulhouse jusqu'au début de l'année 2016. Selon Ouest-France, Hanane Aboulhana et son mari ont porté des coups de couteau à deux agents pénitentiaires, dans un acte qualifié de terroriste par la garde des Sceaux, Nicole Belloubet,.
Le politologue Alexandre del Valle a dénoncé la radicalisation d'Hanane Aboulhana lors de ses activités pour l'AMAL.

### Financements du Qatar
Selon les journalistes Christian Chesnot et Georges Malbrunot, l'AMAL a bénéficié de donations de la part de Qatar Charity, une ONG liée à la famille régnante qatarie. Ces donations auraient notamment servi à la construction du centre Annour.